# Château de Poyaller
Le château de Poyaller se situe sur la commune française de Saint-Aubin, dans le département des Landes.
Les restes du château sont inscrits aux monuments historiques par arrêté du 20 septembre 1996.

## Historique
Le château de Poyaller est construit à la fin du XIIIe siècle  à partir d'une motte castrale arasée. Il reste l'un des rares témoins de tours-maîtresses élevées dans le département. Il perd sa fonction défensive et, après avoir servi de métairie, est vendu comme bien national lors de la Révolution française.

## Description
La tour ne comporte plus que trois étages, dont les planchers ont disparu. Selon le dispositif habituel, la porte d'entrée se trouve au second niveau et était probablement accessible par un ouvrage en bois. Elle était protégée par une bretèche. À l'intérieur de la tour, la distribution devait se faire au moyen d'escaliers en bois ou échelles de meunier.
La fonction résidentielle était complétée par un logis, vaste salle rectangulaire établie à la limite nord du site dont il ne reste qu'un pan de mur conservé. Son élévation indique une structure à un rez-de-chaussée et un étage. Les assises au sol déterminent une emprise d'environ quinze mètres de long sur quatre de large.

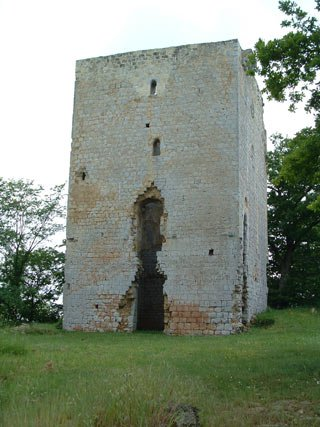
Façade principale en 2011, avant les travaux de restauration.
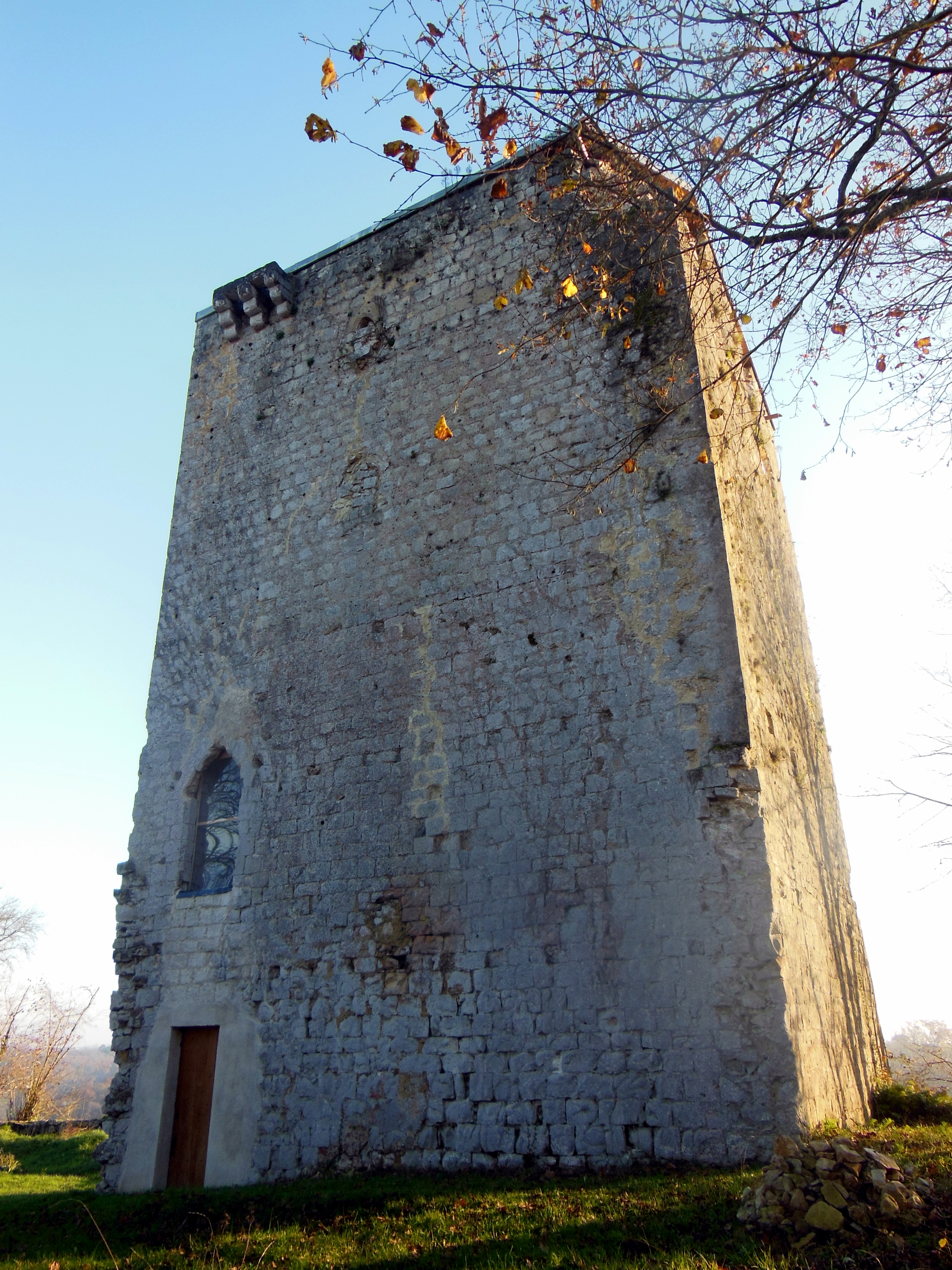
Façade latérale et arrière en 2014.